# Cuzco (département)
Pour les articles homonymes, voir Cuzco (homonymie).
Le département de Cuzco se situe au centre du Pérou. Sa capitale, Cuzco, est l'ancienne capitale des Incas.

## Particularités géographiques
- Trois fleuves le traversent : L'Apurímac, le Paucartambo, ainsi que le fleuve sacré des Incas, l'Urubamba (également appelé Vilcanota ou vilcabamba), dont le cours mène à la petite ville de Aguas Calientes, au pied du Machu Picchu.
- tous les types de terrains s'y mêlent.

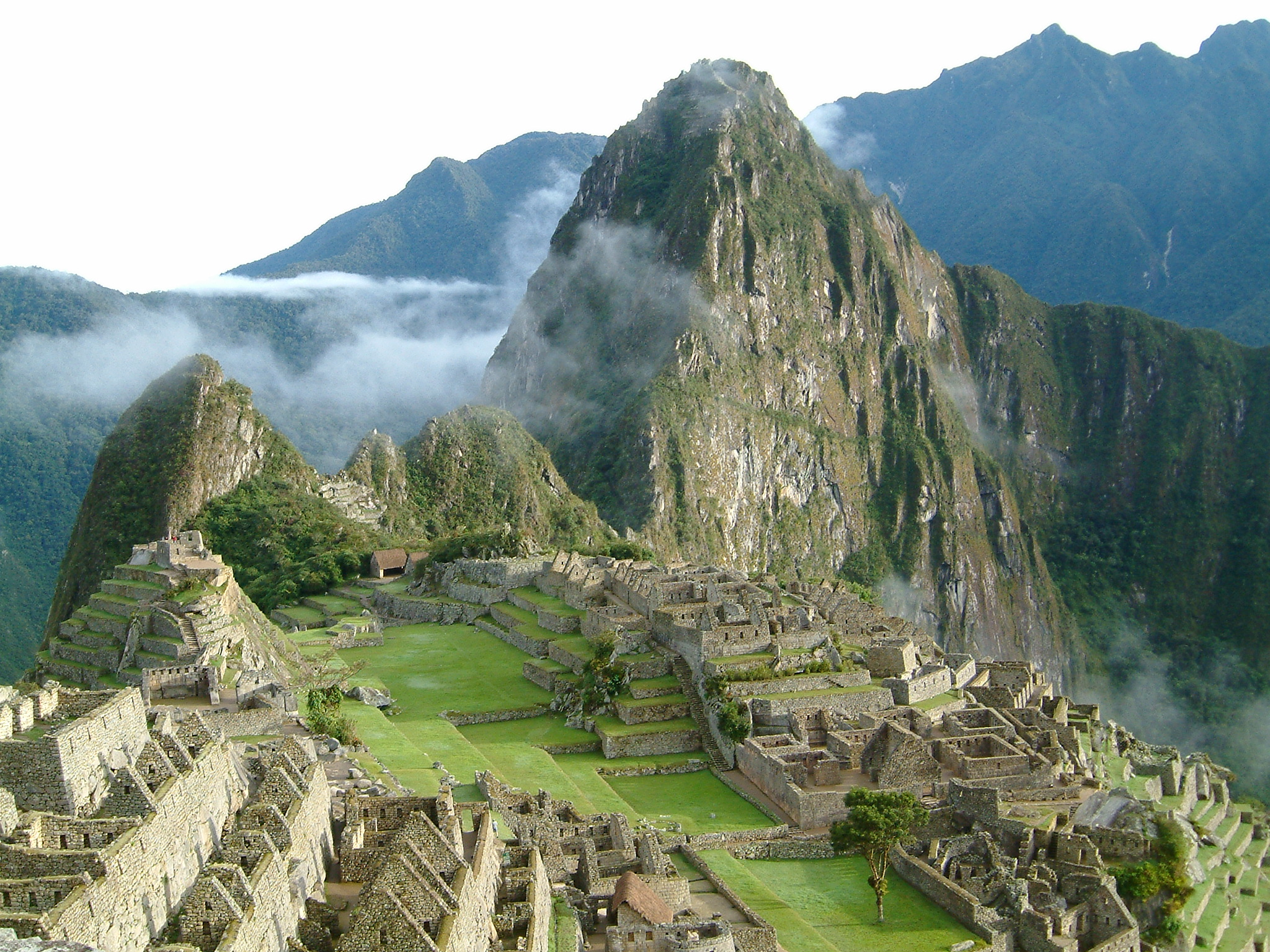
Machu Picchu, la cité perdue des Incas

| Région de Junín   | Région d'Ucayali   | Région de Madre de Dios |
| Région d'Ayacucho | la région de Cuzco |                         |
| Région d'Apurímac | Région d'Arequipa  | Région de Puno.         |

## Cultures principales
- La culture inca a fait de la ville de Cuzco le centre de son Empire, faisant d'elle le Centre Archéologique de l'Amérique. Cela lui a permis d'entrer dans le Patrimoine de l'Humanité, au même titre que la cité de Machu Picchu.
- Le peuple Wari a également vécu dans cette région.

## Ressources principales
- Le maïs, l'orge, le quinoa, le thé et le café sont les principales cultures. Il faut ajouter l'élevage.
- On y trouve beaucoup de minerais comme : l'or, le cuivre, le zinc et l'argent.

## Provinces
Les 13 provinces ainsi que leur capitale en parenthèses. Ces provinces sont subdivisées en 108 districts.
|  | - Province d'Acomayo (Acomayo) - Province d'Anta (Anta) - Province de Calca (Calca) - Province de Canas (Yanaoca) - Province de Canchis (Sicuani) - Province de Chumbivilcas (Santo Tomás) - Province de Cuzco (Cuzco) - Province d'Espinar (Yauri) - Province de La Convención (Quillabamba) - Province de Paruro (Paruro) - Province de Paucartambo (Paucartambo) - Province de Quispicanchi (Urcos) - Province d'Urubamba (Urubamba) |